# Savez nezavisnih socijaldemokrata
Savez nezavisnih socijaldemokrata, SNSD/СНСД (serbisch-kyrillisch Савез независних социјалдемократа; deutsch Allianz der Unabhängigen Sozialdemokraten) ist eine Partei der Serben in Bosnien und Herzegowina.
Sie wurde 1996 als Partei der unabhängigen Sozialdemokraten (Stranka nezavisnih socijaldemokrata) gegründet. Ihre Mitglieder gehörten zuvor zum Klub nezavisnih poslanika. Nach der Fusion mit der Demokratisch-sozialistischen Partei (Demokratska socijalistička partija) 2001 nahm sie den heutigen Namen an. Der SNSD war von 2002 bis 2008 assoziiertes Mitglied und von 2008 bis 2012 Vollmitglied der Sozialistischen Internationale. Doch ist seit dem Wahlkampf 2006 der sozialdemokratische Aspekt des Programmes zugunsten nationalistischer Politik in der Hintergrund getreten. Die Partei wurde im August 2012 aus der Sozialistischen Internationalen ausgeschlossen.
Die Partei wird seit ihrer Gründung von Milorad Dodik geführt. Von 1998 bis 2001 und 2006 bis 2010 war er Ministerpräsident der Republika Srpska innerhalb Bosniens und Herzegowinas. Ein weiteres Mitglied der Partei, Nebojša Radmanović, wurde 2006 als serbischer Vertreter in das dreiköpfige Präsidium des Gesamtstaats gewählt. Der Präsident der Republika Srpska wird seit 2006 ebenfalls vom SNSD gestellt. Auf Milan Jelić folgte nach dessen Tod 2007 Rajko Kuzmanović, 2010 der Parteivorsitzende Milorad Dodik und mit dessen Wechsel ins Staatspräsidium von Bosnien und Herzegowina im Jahr 2018 Željka Cvijanović. Cvijanović amtiert seit 2022 als serbische Vertreterin im Staatspräsidium, während Dodik erneut zum Präsidenten der Republika Srpska gewählt wurde.

## Wahlen

### 2006
Bei den Wahlen zum Abgeordnetenhaus (Repräsentantenhaus) Bosnien-Herzegowinas im Oktober 2006 errang der SNSD mit 19,1 % die meisten Wählerstimmen im Gesamtstaat. In der Republika Srpska konnte die Partei 46,9 % der Stimmen auf sich vereinigen. Der SNSD stellt 7 der 42 Abgeordneten und ist aufgrund des Wahlmodus nur drittgrößte Fraktion. Gegenüber 2002 stellt dieses Ergebnis einen starken Zugewinn dar, damals waren es nur 10,1 % (22,4 % der Stimmen in der Republika Srpska) und 3 Sitze.
In der Nationalversammlung der Republika Srpska gehörten 41 (+22) der 83 Abgeordneten den Unabhängigen Sozialdemokraten an. Sie wurden von 43,3 % (+21,5 %) der Wähler gewählt.
Der SNSD wurde damit deutlich stärkste Partei in der Republika Srpska und löste damit die SDS ab, die seit Kriegsende jeweils rund 40 % der Stimmen in der Republika Srpska hatte auf sich vereinigen können.
Von 2007 bis 2012 stellte der SNSD mit Nikola Špirić erstmals den Ministerpräsidenten des Landes, von 2019 bis 2023 mit Zoran Tegeltija erneut.

### 2014
Bei den Wahlen im Oktober 2014 musste der SNSD leichte Verluste hinnehmen. Er erreichte 32,28 % (2010: 38 %) und 30 Mandate in der Nationalversammlung der Republika Srpska sowie 6 Sitze im Parlament des Gesamtstaates, alle aus der RS.

### 2022
Bei den Wahlen 2022 konnte der SNSD leicht zulegen und erreichte auf gesamtstaatlicher Ebene 16,3 % und somit sechs Mandate im Abgeordnetenhaus. In der Nationalversammlung der RS stellt die Partei bei einem Ergebnis von 34,6 % 29 Abgeordnete.